# 모조 롤리
모조 롤리(Mojo Rawley, 1986년 7월 17일 ~ )는 미국의 프로레슬링선수다. 본명은 딘 무타디(Dean Muhtadi )라고 한다. 키는 193cm(6 ft 4in) 몸무게는 120kg(265lb)이다. 피니쉬는 하이퍼 드라이브(런닝 시티드 센턴 2014년 ~ 2016년 으로서 피니쉬를 사용을 하다가 갑자기 파이어맨즈 캐리 드롭으로 사용을 한다.), 런닝 포어암 스매쉬, 틸트-어-휠 파워슬램으로 사용을 한다.2019년부터는 알라바마 슬램을 사용하고 있다.

## 첫 데뷔 그리고 태그팀
처음에는 미식축구선수로서 2004년부터 시작해 2009년에 프로가 되지만 부상으로 2010년에 그만두게 되었다. 2013년에 프로레슬링 입문으로 전향하여 WWE와 계약했다. 훈련을 받고 2013년 5월 NXT에 데뷔해 보 댈러스, 루세프 등과 대립하다가 2015년에는 NXT에 강등 데뷔한 잭 라이더와 뭉쳐 하이프 브로스를 결성해서 NXT 태그팀 챔피언십에도 도전했으나 패했다.

### 스맥다운으로 가다 그리고
WWE 배틀그라운드 2016에서 루세프에게 공격당한 파트너 잭 라이더를 도와주기 위해 깜짝 등장했다. 그러다가 2016년 12월 라이더의 분전으로 스맥다운 태그팀 챔피언십에 도전할 권리를 얻었으나 라이더가 부상으로인해 도전할 수 없게 된다. 라이더의 부상 이후로는 혼자서 주로 라이브 이벤트에 출전해 경험을 쌓다가 WWE 레슬매니아 33에서의 앙드레 더 자이언트 배틀로얄에서 롭 그론카우스키의 도움을 받아 우승했다.

### 분열 그리고 악역
2017년 7월 4일 스맥다운 US챔피언 도전자 자격을 위한 배틀로얄에서 잭 라이더를 탈락시키면서 태그팀 분열이 시작되었다. 마치 RAW의 빅 캐스도 그렇고 이 두 기대주에 대한 푸쉬를 위한 분열로 보였는데 11일자 스맥다운에서 패션파일즈를 보면 아직 분열은 아닌거 같다. 오히려 잭 라이더와 함께 꾸준히 출전하면서 태그팀 자버(...) 역할을 수행 중인데, 이내 라이더에게 더 이상 지고싶지 않다며 함께 턴힐할 것만 같은 조짐을 보였다. 거듭된 패배에 갈등의 골이 깊어가더니 결국 2017년 11월 28일 WWE 스맥다운에서 블러즌 브라더스와의 경기 직 후... 라이더가 갑자기 롤리 탓이라며 얘기를 듣자마자 화가난 그가 라이더를 마구 구타하면서 하이프 브로스는 해체되고 급기야 갑작스럽게 악역이 되고 말았던 것이였다!!(맨날 지다 보니깐 그렇게 돼서 악역이 되고 만다!!) 그리하여 잭 라이더 2017년 11월 ~ 12월에서는 잭 라이더라는 대립을 하게 되었고 WWE 클래쉬 오브 챔피언스 2017에서 대립될 예정이다가 끝내 WWE 클래쉬 오브 챔피언스 2017에서 끝내 이기게 된다. 그리고 2018년 1월 9일 WWE 스맥다운에서는 WWE US 챔피언쉽 도전자 토너먼트에 참가하는 잭 라이더랑 대결을 했으나 4강을 진출하고 그리고 2018년 1월 16일 WWE 스맥다운에서 4강을 진출 후... WWE 상대 선역은 바비 루드라는 상대를 했으나 결국 패하게 된다. 패스트 레인 2018에서 상대 브리장고, 타이 딜린저를 상대를 했지만 끝내 패한다.

### Raw에서 이적
2018년 4월 16일 WWE Raw에서 이적하여 건너온다고 들었다.
2019년 4월 13일부터 한 쪽 눈에 페이스 페인팅을 하고 다시 등장한다.

## 수상
- WWE 24/7 챔피언 7회
- PWI 랭크드 힘 #111 오브 더 탑 500 싱글즈 레슬러 인 더 PWI 500 인 2017
- 앙드레 더 자이언트 기념 배틀 로얄 우승자 2017